# Freneuse-sur-Risle
Freneuse-sur-Risle település Franciaországban, Eure megyében. Lakosainak száma 336 fő (2022. január 1.). Freneuse-sur-Risle Authou, Glos-sur-Risle, Livet-sur-Authou és Pont-Authou községekkel határos.

## Népesség
A település népességének változása:
| Lakosok száma | 469  | 359  | 347  | 337  | 355  | 357  | 360  | 350  | 345  | 336  |
|               | 1968 | 1982 | 1990 | 2006 | 2013 | 2015 | 2017 | 2019 | 2020 | 2022 |